# Chiffonnade de jambon

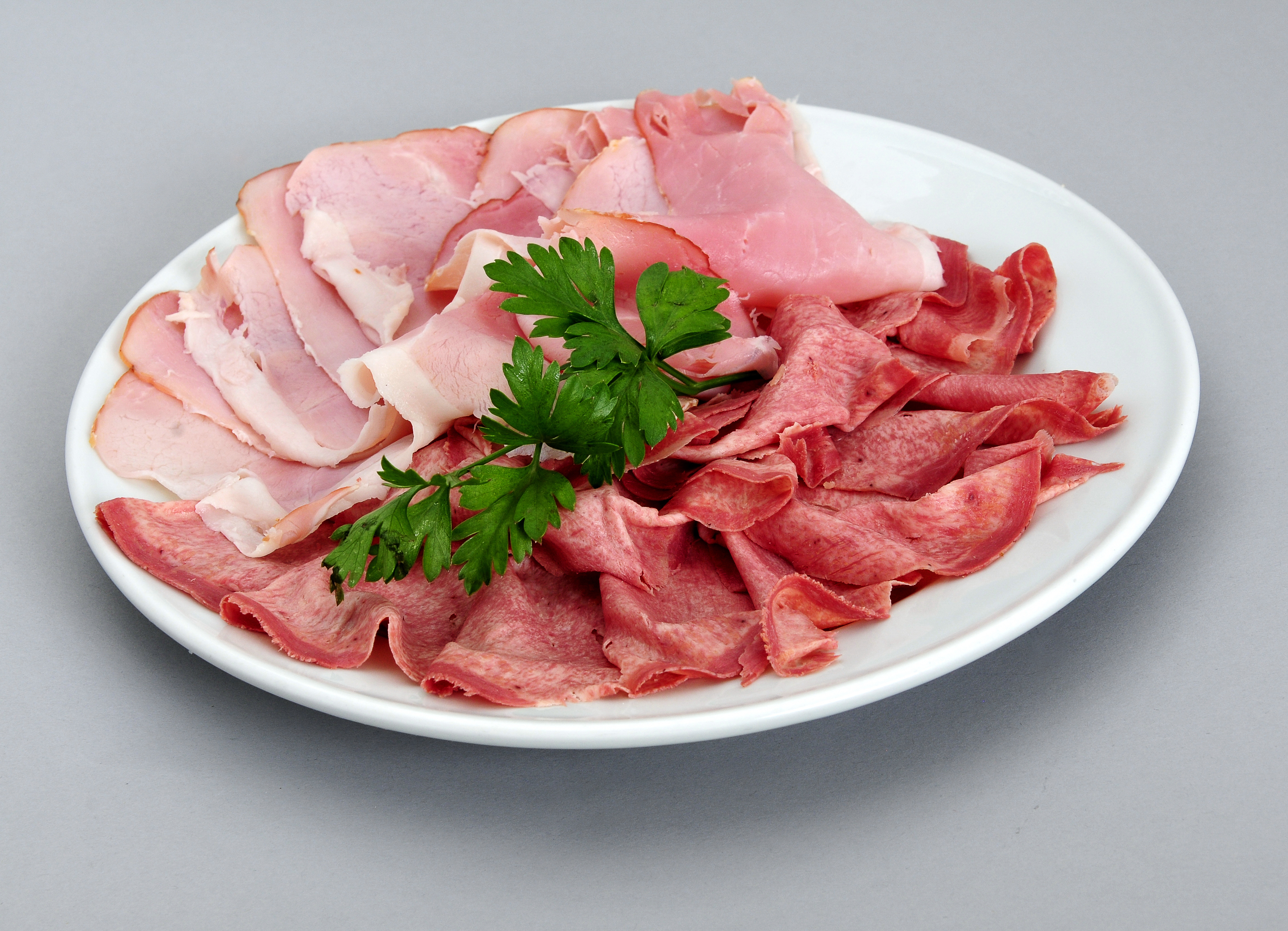
Exemple de chiffonnade de charcuterie.

La chiffonnade de jambon est une préparation du jambon, généralement cru, consommé sous forme de fines lanières produites par découpe de tranches très minces.  
La chiffonnade peut servir de décoration à un plat ou être consommée seule.  
On peut également parler de chiffonnade en gardant les longues tranches fines et en les plissant en corolles. Cette présentation n'est pas réservée au jambon puisque la plupart des morceaux de charcuterie ont une structure et une souplesse suffisantes pour être coupés en fines tranches.
La découpe se fait généralement avec une trancheuse afin de garder une très grande finesse et homogénéité dans les tranches. La découpe au couteau est souvent préférée par les spécialistes car le mouvement moins rapide que celui d’une trancheuse électrique n’échauffe pas la viande.  
On retrouve cette découpe dans la plupart des pays historiquement producteurs de jambon sec, comme l’Espagne avec les tapas, l’Italie et son jambon de parme, et la France et son terroir,,,.